# Särdals naturreservat
Särdal är ett naturreservat i Harplinge socken i Halmstads kommun i Halland.

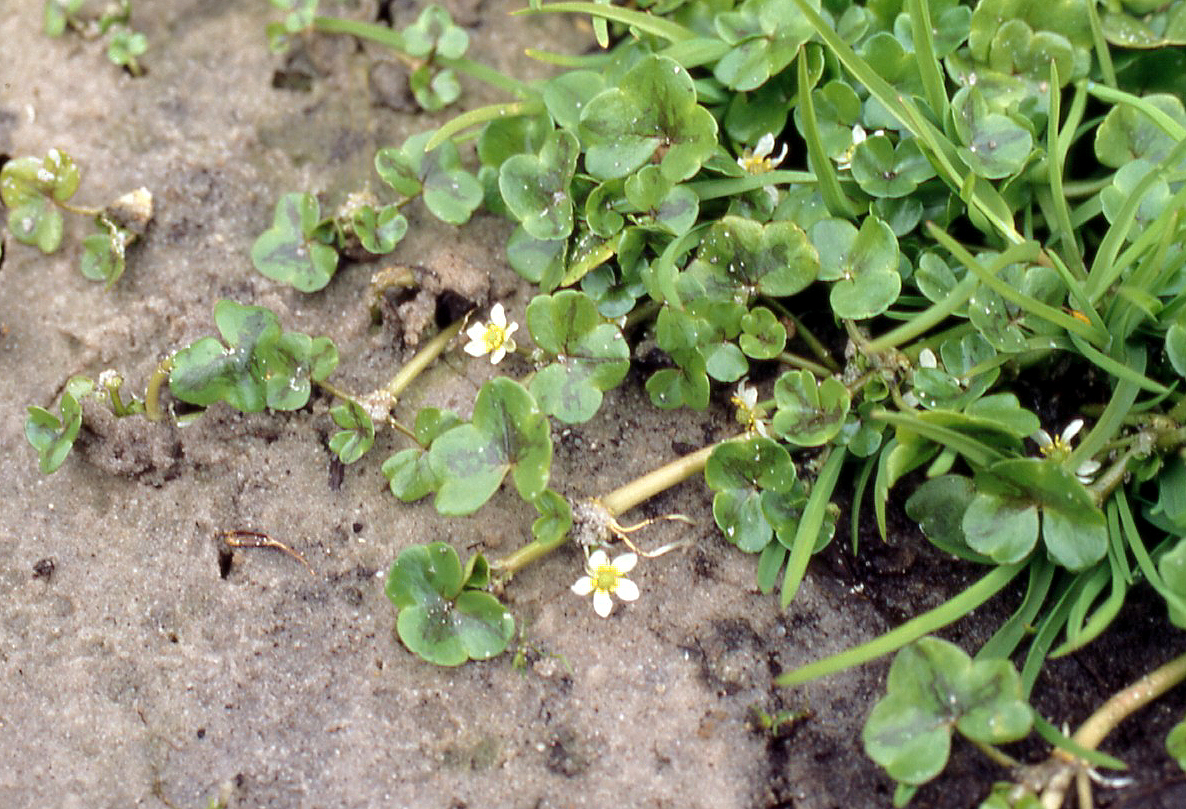
Murgrönsmöja

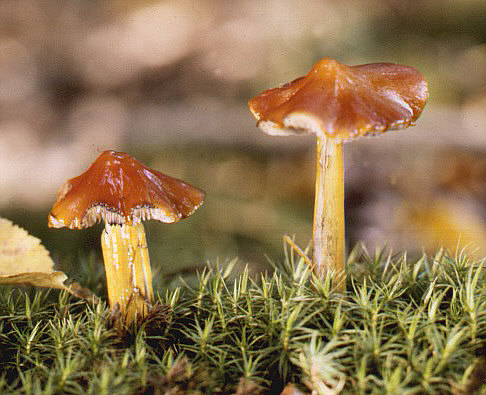
Toppvaxskivling

Naturbetesmarken tillhör det öppna kustlandskapet mellan Bobergs udde i norr och Ringenäs i söder. Reservatets stora raritet är den hotade växten murgrönsmöja. I Sverige förekommer arten endast på några platser i Halland. I hagmarken dominerar ljuskrävande växter. Här t.ex. backtimjan, gulmåra och blåmunkar. Av alla svamparter kan toppvaxskivling och alla fåglar hämpling,  sånglärka, rödbena och större strandpipare.
Parallellt med strandlinjen löper flera strandvallar som markerar forna strandlinjer. Dessa vallar bildades för cirka 4 500 år sedan då  havsytan stod betydligt högre än dagens.
Området är skyddat sedan 2005 och omfattar 19 hektar. Det är beläget 2 km norr om Haverdal vid Särdal.